# Мур (Оклахома)
Мур (англ. Moore) — город в округе Кливленд, штат Оклахома, США. По численности населения является седьмым в штате.

## География
Мур расположен в центральной части Оклахомы, фактически является южным пригородом столицы штата — Оклахома-Сити (от центра одного города до центра другого — около 14 километров). Площадь города составляет 56,7 км², из которых 0,4 км² занимают открытые водные пространства. Через Мур проходит крупная автомагистраль I-35.

## История
Поселение было основано в 1889 году несколькими десятками переселенцев, которые прибыли на это место в фургонах, на лошадях и даже пешком. Поселению дали имя Вербек в честь железнодорожной компании. Городская история гласит, что одним из первых жителей был некий Эл Мур, который жил в вагоне и поэтому испытывал трудности с получением своей почты. Тогда он большими буквами написал свою фамилию Moore на листе фанеры и прибил её к своему жилищу. В дальнейшем эта надпись была принята государственными служащими за название поселения, и под этим именем 23 марта 1893 года посёлок был инкорпорирован.
В 1961 году к Муру была присоединена площадь в 56 км² (до этого он занимал лишь 0,7 км²), и в следующем году он стал городом (city). 1960-е стали годами небывалого роста населения: за 10 лет количество жителей увеличилось более чем в 10,5 раза.

### Торнадо
Мур печально известен смерчами (торнадо), регулярно разрушающими его. Особенно серьёзными были ураганы 4 октября 1998 года, 3 мая 1999 года, 8 мая 2003 года и 20 мая 2013 года. Торнадо 1999 года получил максимально возможную отметку F5 по шкале Фудзиты и считается сильнейшим в мировой истории: скорость ветра достигла тогда 512 км/ч. В результате этого торнадо были разрушены около тысячи домов Мура, 3000—4000 жителей временно или навсегда переехали в другие населённые пункты.
Торнадо 20 мая 2013 года хоть и не имел такой огромной скорости ветра (максимум около 322 км/ч), принёс сильные разрушения в Мур, Ньюкасл и южную часть Оклахома-Сити. В частности, им были уничтожены две школы, в которых в это время шли занятия, и больница. Число погибших составило более 20 человек, более 230 получили ранения.

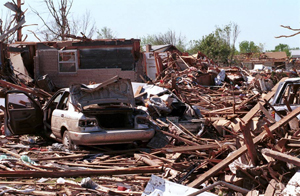
Последствия торнадо в июне 1999 года
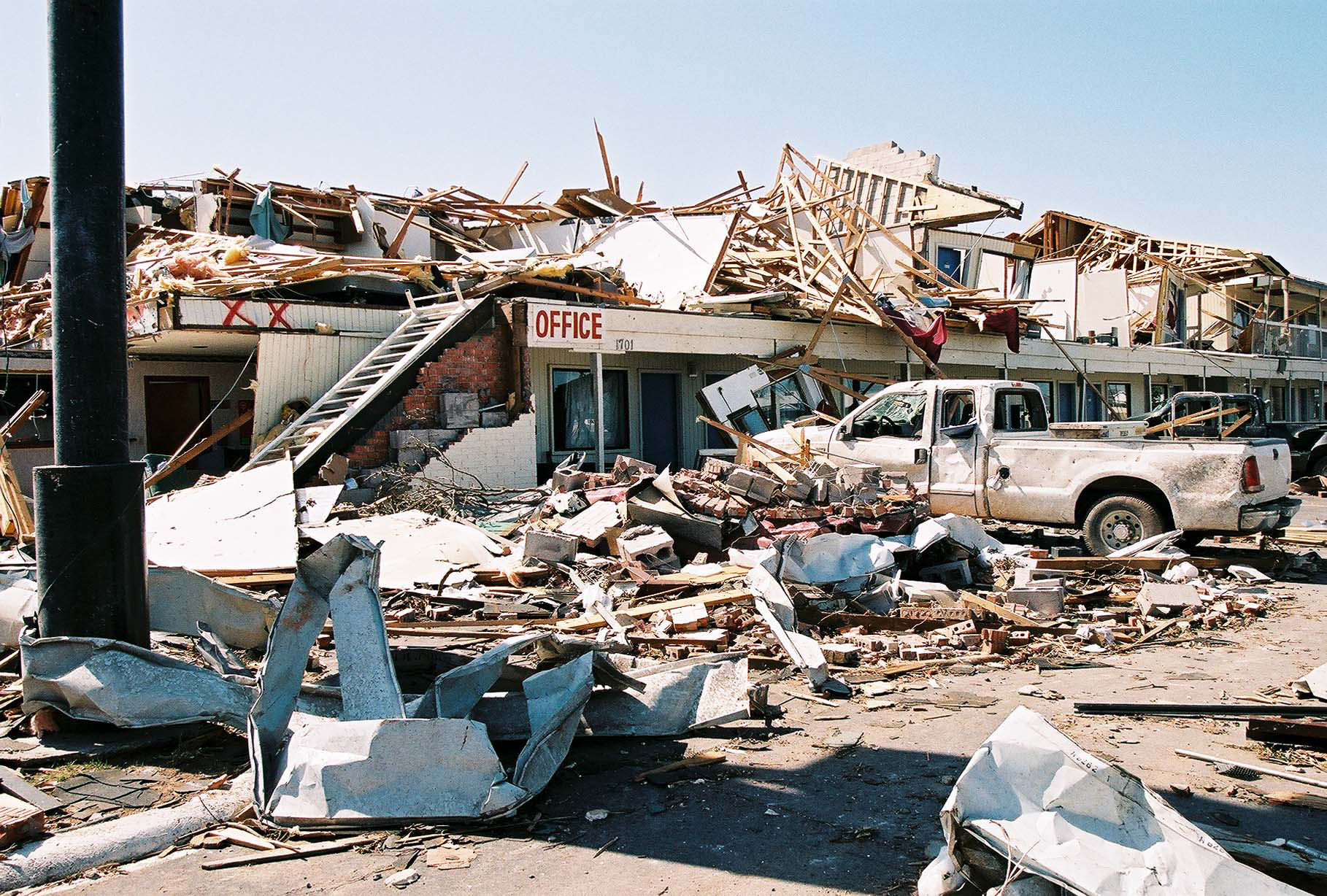
Последствия торнадо в мае 2003 года
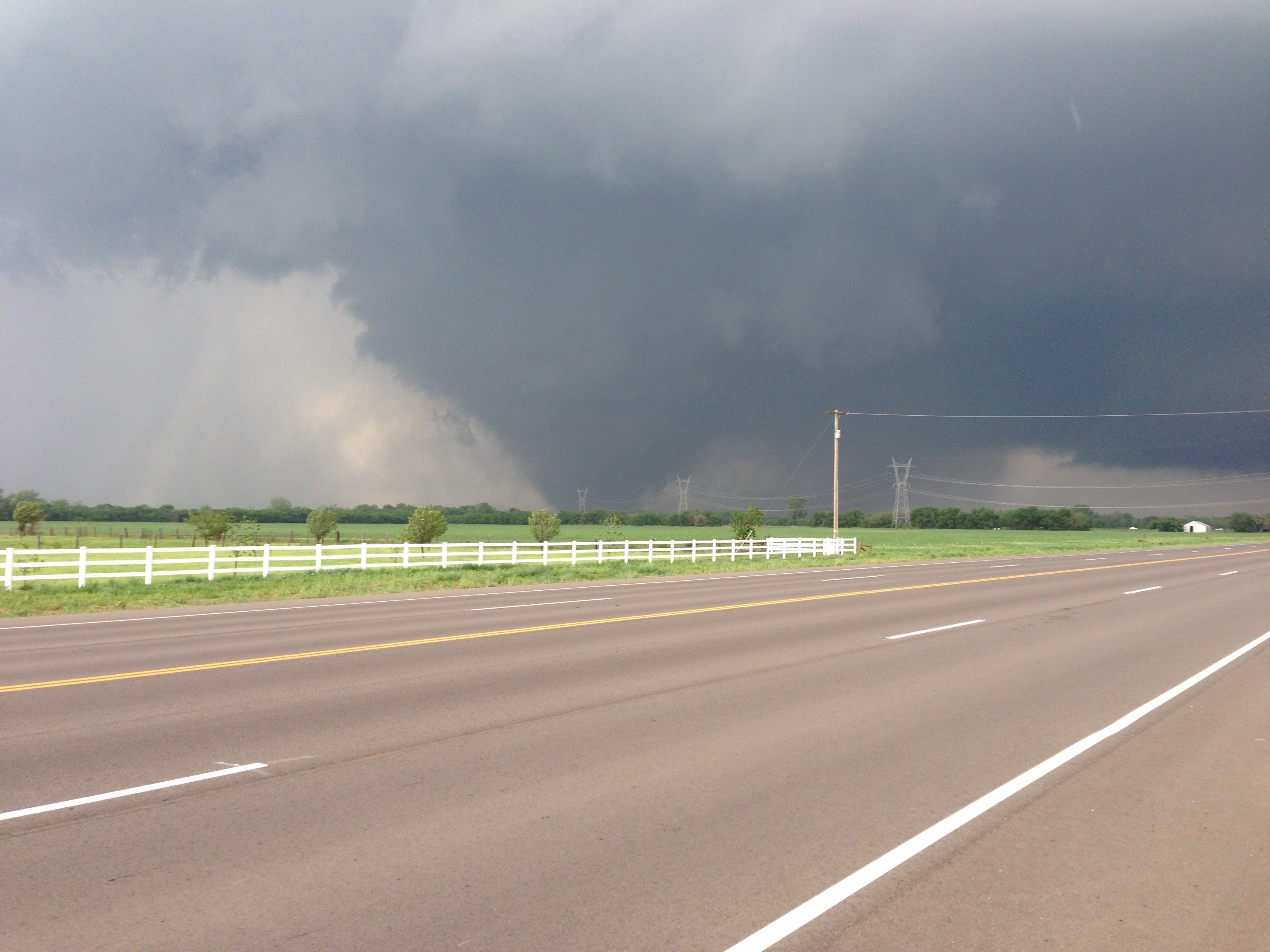
Торнадо 20 мая 2013 года

## Демография
Население
- 1900 год — 129 человек
- 1910 — 225
- 1920 — 254
- 1930 — 538
- 1940 — 499 (единственное уменьшение численности за всю историю — минус 7,2% за 10 лет)
- 1950 — 942
- 1960 — 1783
- 1970 — 18 761 (за 10 лет население города выросло на 952,2%)
- 1980 — 35 063
- 1990 — 40 318
- 2000 — 41 138
- 2010 — 55 081
- 2011 — 56 315

Расовый состав (2000)
- белые — 84,6%
- коренные американцы — 4,1%
- афроамериканцы — 2,9%
- азиаты — 1,6%
- уроженцы тихоокеанских островов и Гавайев — 0,1%
- прочие расы — 1,8%
- смешанные расы — 4,9%
- латиноамериканцы (любой расы) — 5,1%

Происхождение предков
- немцы — 14,1%
- коренные американцы — 14,0%
- ирландцы — 12,1%
- англичане — 8,8%
- французы — 2,9%
- итальянцы — 2,3%[4]